# Country Music Hall of Fame

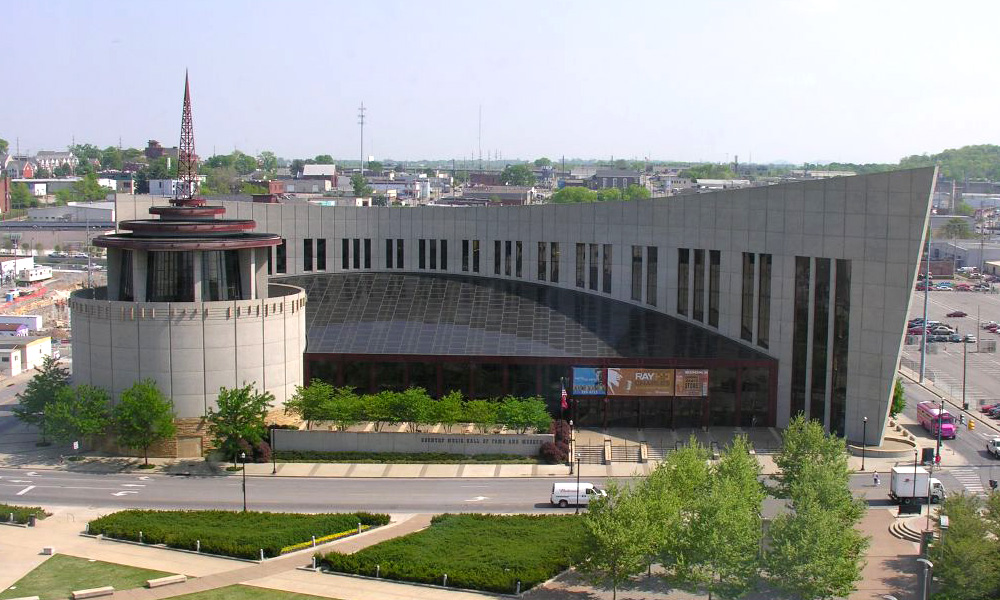
Il Country Music Hall of Fame and Museum di Nashville

La Country Music Hall of Fame and Museum è un'istituzione e museo dedicato alla musica country, situata negli Stati Uniti a Nashville, nel Tennessee.

## Storia
Nel 1961 la Country Music Association (CMA) istituì la Country Music Hall of Fame, ed i primi ad essere nominati furono Jimmie Rogers, Fred Rose e Hank Williams. Vennero costruiti dei bassorilievi coi volti degli artisti, che dal 1967 si trovano nel Tennessee State Museum di Nashville.
Nel 1963 fu creata la Country Music Foundation ed ebbe inizio la costruzione di un edificio per ospitare il museo, che fu inaugurato il 1º aprile 1967. Nel 1968 la CMA fondò la casa discografica CMF Records ed allestì una mostra rappresentante lo storico RCA Studio B. Diede inizio anche ad un popolare programma televisivo sulla musica country.
Il 31 dicembre 2000 il Country Music Hall of Fame and Museum fu chiuso, per lasciare il posto ad un nuovo edificio posto nel centro di Nashville, costato 37 milioni di USD, inaugurato il 17 maggio 2001.
L'esterno dell'edificio è decorato con simboli rappresentanti la musica country. Molte finestre hanno una forma che ricorda i tasti neri di un pianoforte; vi è anche una l'immagine stilizzata di una torre per trasmissioni radio, che assomiglia ad una realmente presente nelle vicinanze di Nashville. I dischi che circondano la torre rappresentano i solchi di un disco in vinile o di un CD, supporti usati per registrare la musica country.
Visto dall'alto, l'edificio presenta la forma di una chiave di sol e l'angolo nord-est ricorda la forma della parte posteriore di un'automobile Chevrolet Bel Air.

## Nominati
- 1961: Jimmie Rodgers - Fred Rose - Hank Williams
- 1962: Roy Acuff
- 1963: nessuno
- 1964: Tex Ritter
- 1965: Ernest Tubb
- 1966: Eddy Arnold - Jim Denny - George D. Hay - Uncle Dave Macon
- 1967: Red Foley - J. L. Frank - Jim Reeves - Stephen H. Sholes
- 1968: Bob Wills
- 1969: Gene Autry
- 1970: The Carter Family
- 1971: Arthur E. Satherley
- 1972: Jimmie Davis
- 1973: Chet Atkins - Patsy Cline
- 1974: Owen Bradley - Pee Wee King
- 1975: Minnie Pearl
- 1976: Paul Cohen - Kitty Wells
- 1977: Merle Travis
- 1978: Grandpa Jones
- 1979: Hubert Long - Hank Snow
- 1980: Johnny Cash - Connie B. Gay - Sons of the Pioneers
- 1981: Vernon Dalhart - Grant Turner
- 1982: Lefty Frizzell - Roy Horton - Marty Robbins
- 1983: Little Jimmy Dickens
- 1984: Ralph Peer - Floyd Tillman
- 1985: Flatt and Scruggs
- 1986: The Duke of Paducah - Wesley Rose
- 1987: Rod Brasfield
- 1988: Loretta Lynn - Roy Rogers
- 1989: Jack Stapp - Cliffie Stone - Hank Thompson
- 1990: Tennessee Ernie Ford
- 1991: Felice and Boudleaux Bryant
- 1992: George Jones - Frances Preston
- 1993: Willie Nelson
- 1994: Merle Haggard
- 1995: Roger Miller - Jo Walker-Meador
- 1996: Patsy Montana - Buck Owens - Ray Price
- 1997: Harlan Howard - Brenda Lee - Cindy Walker
- 1998: George Morgan - Elvis Presley - Bud Wendell - Tammy Wynette
- 1999: Johnny Bond - Dolly Parton - Conway Twitty
- 2000: Charley Pride - Faron Young
- 2001: Bill Anderson - The Delmore Brothers - The Everly Brothers - Don Gibson - Homer and Jethro - Waylon Jennings - The Jordanaires - Don Law - The Louvin Brothers - Ken Nelson - Sam Phillips - Webb Pierce
- 2002: Bill Carlisle - Porter Wagoner
- 2003: Floyd Cramer - Carl Smith
- 2004: Jim Foglesong - Kris Kristofferson
- 2005: Alabama - DeFord Bailey - Glen Campbell
- 2006: Harold Bradley - Sonny James - George Strait
- 2007: Ralph Emery - Vince Gill - Mel Tillis
- 2008: Tom T. Hall - Emmylou Harris - Statler Brothers - Ernest Stoneman
- 2009: Charlie McCoy - Barbara Mandrell - Roy Clark
- 2010: Don Williams - Billy Sherrill - Ferlin Husky - Jimmy Dean
- 2011: Jean Shepard - Reba McEntire - Bobby Braddock
- 2012: Connie Smith - Hargus "Pig" Robbins - Garth Brooks
- 2013: Jack Clement - Bobby Bare - Kenny Rogers
- 2014: Ronnie Milsap - Mac Wiseman - Hank Cochran